# كورينا لورانس
كورينا لورانس (بالإنجليزية: Corinna Lawrence)‏ هي مبارزة بالسيف بريطانية، ولدت في 25 يونيو 1990 في بليموث في المملكة المتحدة.

## وصلات خارجية
- كورينا لورانس على موقع الاتحاد الدولي للمبارزة (الإنجليزية)
- كورينا لورانس على موقع الاتحاد الأوروبي للمبارزة (الإنجليزية)
- كورينا لورانس على موقع أوليمبيديا (الإنجليزية)
- كورينا لورانس على موقع اللجنة الأولمبية البريطانية (الإنجليزية)